# ماتئو آردمانی
ماتئو آردمانی (انگلیسی: Matteo Ardemagni؛ زادهٔ ۲۶ مارس ۱۹۸۷) بازیکن فوتبال اهل ایتالیا است.
از باشگاه‌هایی که در آن بازی کرده‌است می‌توان به باشگاه فوتبال کارپی، باشگاه فوتبال پروجا، باشگاه فوتبال اسپتزیا، باشگاه فوتبال مودنا، باشگاه فوتبال آسکولی، باشگاه فوتبال کیه‌وو ورونا، باشگاه فوتبال ارورا پرو پاتریا ۱۹۱۹، باشگاه فوتبال چیتادلا، باشگاه فوتبال پادوا، باشگاه فوتبال تریستیانا، باشگاه فوتبال آتالانتا، باشگاه فوتبال آ.ث. میلان، و باشگاه فوتبال یو. اس. پرگولیتزه اشاره کرد.
وی همچنین در تیم‌های ملی فوتبال زیر ۱۸ سال ایتالیا و زیر ۱۹ سال ایتالیا بازی کرده‌است.